# 日幡光顕
日幡 光顕（ひばた こうけん、1920年（大正9年）10月4日 - 2002年（平成14年）2月18日）は、陶芸家、郷土史家。
大正9年（1920年）、伊部天津神社宮司の家系に生まれる。昭和45年（1970年）、備前公民館館長を退職。作陶に専念する。国指定伝統工芸士。岡山県教育文化功労者。日本工芸会東中国支部幹事、審査員。日本工芸会正会員。文部大臣賞受賞。岡山県知事賞受賞。

## 著書
- 『時代別備前の名工たち』[要文献特定詳細情報]
- 『備前焼』[要文献特定詳細情報]
- 『備前焼の鑑賞』[要文献特定詳細情報]